# Gluey Porch Treatments
Gluey Porch Treatments – pierwsza płyta studyjna zespołu Melvins wydana w 1987 roku przez firmy Alchemy, Boner i Ipecac Recordings.

## Lista utworów

### Strona Pierwsza
1. Eye Flys 6:16
2. Echo Head/Don't Piece Me 2:51
3. Heater Moves and Eyes 3:52
4. Steve Instant Neuman 1:31
5. Influence of Atmosphere 1:51
6. Exact Paperbacks 0:43
7. Happy Grey or Black 2:01
8. Leeech 2:32

### Strona Druga
1. Glow God 0:51
2. Big As a Mountain 0:57
3. Heaviness of the Load 3:06
4. Flex with You 0:54
5. Bitten Into Sympathy 1:45
6. Gluey Porch Treatments 0:48
7. Clipping Roses 0:49
8. As It Was 2:51
9. Over from Under the Excrement 4:39

## Twórcy
- Buzz Osborne – wokal, gitara
- Dale Crover – perkusja
- Matt Lukin – gitara basowa
- Carl Herlofsson - producent
- Mark Deutrom - producent
- David Musgrove - inżynier